# Marócsa
Marócsa là một thị trấn thuộc hạt Baranya, Hungary. Thị trấn này có diện tích 11,38 km², dân số năm 2010 là 95 người, mật độ 8 người/km².